# NGC 3269
NGC 3269 est une vaste galaxie lenticulaire située dans la constellation de la Machine pneumatique. Sa vitesse par rapport au fond diffus cosmologique est de 4 076 ± 40 km/s, ce qui correspond à une distance de Hubble de 60,1 ± 4,3 Mpc (∼196 millions d'al). NGC 3269 a été découverte par l'astronome britannique John Herschel en 1834.
NGC 3269 a été utilisée par Gérard de Vaucouleurs comme une galaxie de type morphologique (R2')SAB(rl)a dans son atlas des galaxies,.
À ce jour, deux mesures non basées sur le décalage vers le rouge (redshift) donnent une distance de 31,700 ± 20,789 Mpc (∼103 millions d'al), ce qui est nettement à l'extérieur des valeurs de la distance de Hubble. Notons cependant que c'est avec la valeur moyenne des mesures indépendantes, lorsqu'elles existent, que la base de données NASA/IPAC calcule le diamètre d'une galaxie. 

## Groupe de NGC 3271
NGC 3269 est un membre du groupe de NGC 3271 qui est en fait un trio de galaxies. Le troisième membre du trio est NGC 3267. NGC 3269 fait partie de l'amas de la Machine pneumatique, qui se trouve à environ 40,7 mégaparsecs (132,7 millions d'années-lumière) de distance.